# Carpha schoenoides
Carpha schoenoides är en halvgräsart som beskrevs av Joseph Banks, Daniel Carl Solander och Joseph Dalton Hooker. Carpha schoenoides ingår i släktet Carpha och familjen halvgräs. Inga underarter finns listade i Catalogue of Life.